# Arachne (przeglądarka)

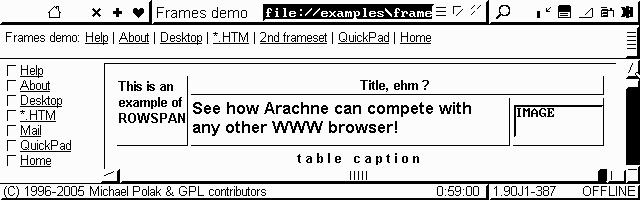
Przeglądarka w trybie CGA

Arachne – przeglądarka internetowa (z programem pocztowym) przeznaczona do systemu operacyjnego DOS. Istnieje także wersja przeznaczona dla użytkowników systemu Linux.
Na przełomie 1996 i 1997 roku M. Polak stwierdził, że nie może wyświetlać stron WWW w DOS-ie. Nie znalazł żadnej DOS-owej graficznej przeglądarki internetowej – więc sam ją stworzył i do wersji 1.71 rozwijał samodzielnie, udostępniając program na licencji shareware.
W 2002 autor udostępnił kod źródłowy związany ściśle z projektem:
- Arachne – core
- Insight – do POP3/SMTP
- WWWman – prostego menadżera plików
- APM – obsługa wtyczek, czyli zwykłych DOS-owych programów

Insight i WWWman serwują swoje dane w formacie HTML, przez co core staje się kombajnem do przeglądania witryn internetowych, poczty przychodzącej i wychodzącej oraz zawartości dysku stałego.
APM po prostu rozpakowuje programy i dodatki do Arachne, spakowane ARJ-em. Można potem np. słuchać MP3, oglądać filmy z napisami lub zobaczyć prawidłowo polskie litery w standardzie Latin-2.
Technologia wtyczek wykorzystuje, opracowany przez Polaka, interfejs DGI.
Arachne GPL od wersji 1.79 wymaga:
- procesora 386+
- karty graficznej CGA, EGA, VGA+
- DOS-u 3.30+
- 2 MB miejsca na dysku
- 1 MB pamięci operacyjnej, w tym 510 kB podstawowej
- karty sieciowej ze sterownikiem pakietowym lub modemu (zwykłego)

Obecnie projekt koordynuje Glenn McCorckle. W planie jest dodanie obsługi NNTP i IRC; nie przewiduje się obsługi Javy, zaś skrypty i obsługa kaskadowych arkuszy stylu zostanie zaimplementowana jedynie częściowo.